# 재래종 한국 염소
재래종 한국염소는 염소의 품종이다.

## 개요
재래종 한국 염소는 대한민국에서 만든 오래된 재래종 염소의 한가지로, 검은색, 흰색, 얼룩무늬 종류 등 다양하나, 보통 재래종 염소를 검은 빛깔의 염소로 본다. 이 염소는 영양가가 높아 한약재로 쓰이는 약용으로 키우며, 어느 때는 몸 보신용으로 사육된다.